# Четвертинівка
Четверти́нівка — село в Україні, у Тростянецькій селищній громаді Гайсинського району Вінницької області. До 2020 — центр Четвертинівської сільської ради. Населення становить 1394 осіб станом на 1 січня 2024 року.

## Географія
Селом протікає річка Батіжок і впадає у Південний Буг.

## Історія
На початку XIV ст. село Четвертинівка складалась з трьох частин: старої Четвертинівки, Слободочетвертинівки та села Батіг, що лежало на самому березі річки Південний Буг. У середині XIV ст. місцевість перейшла у володіння Литви, а після Унії в 1589 році — у володіння Польщі, після чого землі були передані князям Четвертинським. В ті роки до села переселились жителі села Струтова (нині Велика Стратіївка) і Митківка. У кожному селі були церкви з окремими парафіями. А у 1638 році ці землі князь Четвертинський віддарував шляхтичу Собаньському.
1652 року поблизу села відбулася Битва під Батогом між військами Богдана Хмельницького та Речі Посполитої; в ній загинули польний гетьман коронний Марцін Калиновський, його син Самуель Єжи, комендант німецької піхоти Сигізмунд Пшиємський, брат майбутнього короля Яна ІІІ Собеського Марек та інші шляхтичі. Річ Посполита втратила вбитими 8000 добірних воя
Після виграної битви під Батогом сталася резня невинних. Два козацькі полковники, Іван Золотаренко і Височанин, за наказом самого Хмельницького викупили золотом від татар близько восьми тисяч польських в'язнів. Як записав у своїй "Книзі Спогадів" любельський войт та потім бицівський каштелян Яків Михайловський Радзивіл "Хмельницький віддав Нур-ад-Дину Султану п'ятдесят тисяч талерів. Кам'янець він обіцяв піддати, лише дозволивши вбивати невільників. Резня протікала наступним чином: зв'язаних в'язнів після кількох виводили на визначений майдан, де козаки та кримські татари відрубували горла або голови, деяких колотили піками. Виконання кари відбувалося за участю залишкових польських в'язнів, які чекали свого чергового. Покалічених тіл не ховали. Тіло гетьмана Мартина Калиновського, знайдене після битви в лісі, козаки відірвали гетьманові голову, поставили на шаблю і обіграли по табору. "Так пролита невинна кров багатьох тисяч заклинає помсту до Бога" - розпачав у своєму Спогаднику Альбрехт Станіслав Радзивілл. Резню пережили лише кілька сотень осіб - зокрема, Стефан Чарнецький, Кшиштоф Корицький, Кшиштоф Гродзицький і Станіслав Зигмунт Дружкевич, яких татари за щедру винагороду приховали в своїх наметах. Навіть керівники кримських татар вибухали на свого командира, що згодився на таке варварство. Ця справжня гекатомба, звичайно, не могла залишитися непоміченою в тодішній європейській історіографії. Опис цього надзвичайно огидного злочину знаходиться у третьому томі праці Йоба Людольфа: "Schau-Bühne der der Welt" (Франкфурт-на-Майні 1713 року). До цього видання прилагалася мідна ілюстрація анонімного автора: на невизначеної близькості просторі дикі ногайські орди убивають в'язнів під наглядом трьох козацьких командирів, серед яких, напевно, був Золотаренко. У глибині стоїть щільна толпа зв'язаних польських військових, що чекають своєї черги.
Після перемоги над поляками під горою Батіг, козаки на чолі з Богданом Хмельницьким стали невеличким табором на відпочинок і на місці табору залишився камінь. З того часу цей камінь є сільським оберегом, дає силу, мужність, здоров'я, відвагу людям, які стануть на нього.
Входила до складу так званого «Ладижинського ключа», який Міхал Собанський чи на початку 1820-х років, чи до цього набув від Потоцького Северина.
12 червня 2020 року, відповідно розпорядження Кабінету Міністрів України № 707-р «Про визначення адміністративних центрів та затвердження територій територіальних громад Вінницької області», село увійшло до складу Тростянецької селищної громади.
19 липня 2020 року, в результаті адміністративно-територіальної реформи і ліквідації Тростянецького району, село увійшло до складу Гайсинського району.

## Населення

### Мова
Розподіл населення за рідною мовою за даними :
| Мова            | Кількість | Відсоток |
| --------------- | --------- | -------- |
| українська      | 1551      | 95.86%   |
| російська       | 63        | 3.89%    |
| інші/не вказали | 4         | 0.25%    |
| Усього          | 1618      | 100%     |

## Пам'ятки
Берізки — ландшафтний заказник місцевого значення.

### Музей Батозької битви
В перших числах січня 2015 року почав свою роботу Музей Батозької битви у Четвертинівці, директор — Людмила Яременко.

## Галерея
|                                                   |
| Пам’ятник про битву під Батогом на в’їзді до села |

|                                                              |
| Надпис на пам’ятнику про битву під Батогом на в’їзді до села |

|                                                   |
| Пам’ятний знак біля козацької криниці на р. Батіг |

|                                  |
| Козацька криниця на околиці села |

|                                     |
| Меморіал на місці битви під Батогом |

|                                     |
| Меморіал на місці битви під Батогом |

|             |
| Річка Батіг |

|                   |
| Сільський цвинтар |

|        |
| Церква |

|        |
| Церква |

|                                          |
| Меморіал учасникам Другої світової війни |

|                  |
| Будинок культури |

|       |
| Пошта |

|                  |
| Місцевий магазин |

|                       |
| Старий будинок в селі |

|                            |
| Експозиція місцевого музею |

|                            |
| Експозиція місцевого музею |

|                            |
| Експозиція місцевого музею |